# Lingue del Belgio

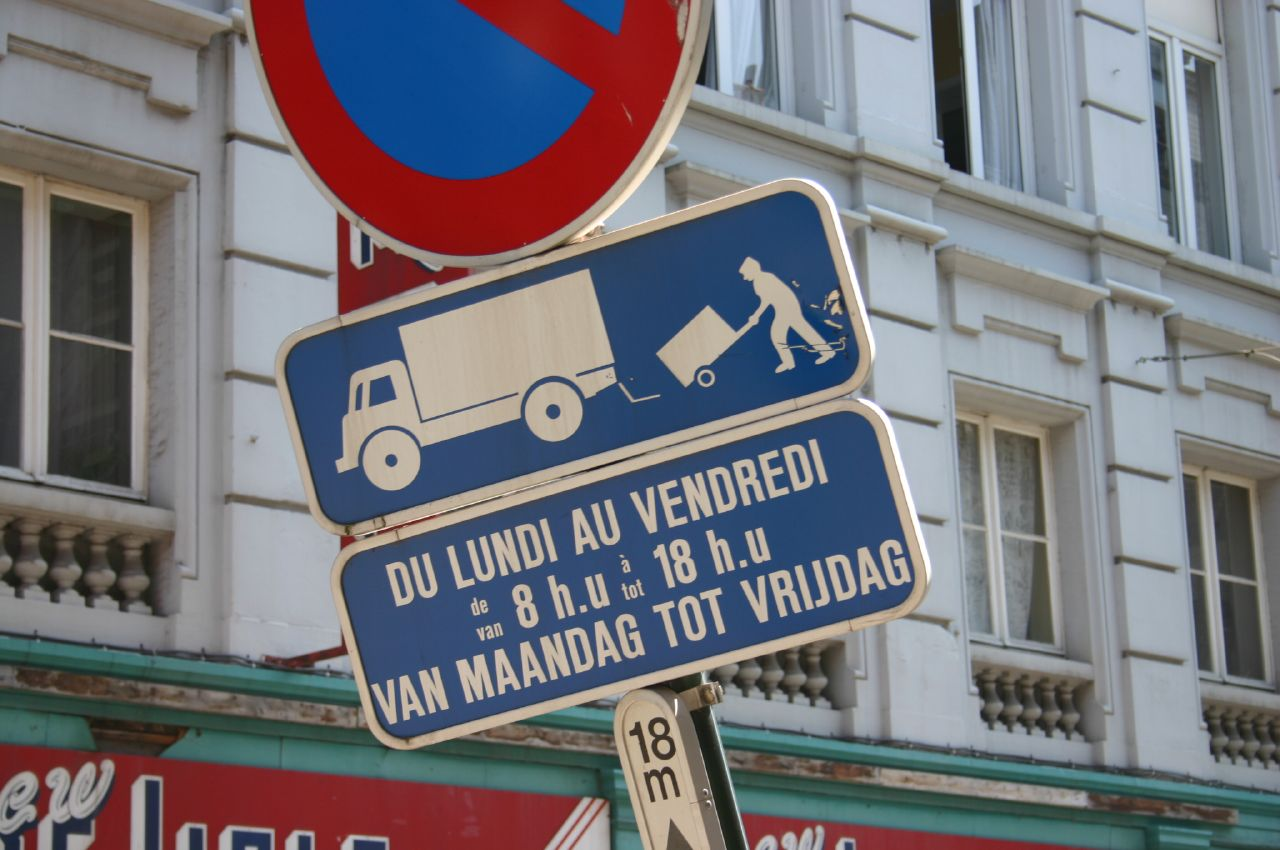
Segnale bilingue in francese e olandese a Bruxelles

Il Belgio ha tre lingue ufficiali: olandese, francese e tedesco. Ci sono inoltre alcune lingue minoritarie.

## Lingue ufficiali

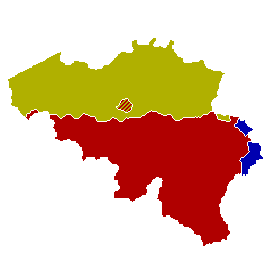
Mappa linguistica del Belgio: le aree olandesi sono segnate in giallo, quelle francesi in rosso, quelle tedesche in blu.

### Olandese
Circa il 58% della popolazione del paese parla olandese come prima lingua, lingua ufficiale della Comunità fiamminga del Belgio e della Regione Fiamminga. Assieme al francese è anche la lingua ufficiale di Bruxelles. I principali dialetti sono il brabantino, il fiammingo occidentale, il fiammingo orientale ed il limburghese. Il dialetto brabantino di Bruxelles è stato fortemente influenzato dal francese.

### Francese
Il francese, lingua ufficiale in Vallonia, è parlato da circa il 40% della popolazione. La maggior parte dei fiamminghi è anche capace di parlare e scrivere in francese.

### Tedesco
Il tedesco è parlato da meno dell'1% della popolazione, dalla Comunità germanofona del Belgio. Quest'area fu ceduta al Belgio dopo la prima guerra mondiale con il Trattato di Versailles e riannessa temporaneamente dalla Germania nazista con l'invasione del Belgio.

## Lingue non ufficiali
Storicamente altre lingue hanno influenzato fortemente il Belgio.
- Vallone: è la lingua storica del Belgio meridionale e la lingua nazionale dei Valloni. Parlata oggi in particolare dagli anziani, è stata riconosciuta nel 1990 lingua indigena del Belgio.
- Piccardo: altra lingua storica, è parlato nella provincia dell'Hainaut e riconosciuto lingua regionale nel 1990.
- Champenois: anche il Champenois fu riconosciuto nel 1990.
- Lorenese: riconosciuto sempre nel 1990, è parlato principalmente nel Gaume.
- Yiddish: è parlato da circa 20.000 ebrei ortodossi ad Anversa, città dove la comunità si esprime ancora principalmente in questa lingua.

### Lingue degli immigrati
Altre lingue parlate da immigrati in Belgio sono: italiano, spagnolo, turco, portoghese, e arabo.
La lingua italiana, parlata dalla numerosa comunità degli italo-belgi, è diffusa in particolare in Vallonia e nell'area metropolitana di Bruxelles, senza dimenticare una grande comunità di italiani nella regione del Limburgo (Genk, Waterschei) dove molti migranti italiani si stabilirono dopo la seconda guerra mondiale.